# Босна и Херцеговина на Светском првенству у атлетици на отвореном 2007.
Босна и Херцеговина је на Светском првенству у атлетици на отвореном 2007. одржаном у Осаки од 25. августа до 2. септембра, учествовала осми пут под овим именом са двоје атлетичара, који су се такмичили у две дисциплине.
На овом првенству Босна и Херцеговина није освојила ниједну медаљу. Није било нових националних, личних и рекорда сезоне.

## Учесници
| Мушкарци: - Хамза Алић — Бацање кугле АК Зеница из Зенице | Жене: - Лусија Кимани — Маратон АК Борац из Бањалуке |  |

## Резултати

### Мушкарци
| Атлетичар  | Лични рек.   | Дисциплина | Квалификације | Квалификације | Финале   | Финале | Детаљи |
| Атлетичар  | Лични рек.   | Дисциплина | Резултат      | Место         | Резултат | Место  | Детаљи |
| ---------- | ------------ | ---------- | ------------- | ------------- | -------- | ------ | ------ |
| Хамза Алић | Бацање кугле | 20,09      | БП            | БП            | БП       | БП     |        |

### Жене
| Атлетичар     | Дисциплина | Лични рекорд | Финале               | Финале               | Детаљи |
| Атлетичар     | Дисциплина | Лични рекорд | Резултат             | Место                | Детаљи |
| ------------- | ---------- | ------------ | -------------------- | -------------------- | ------ |
| Лусија Кимани | Маратон    | 2:38,12 НР   | Одустала после 30 км | Одустала после 30 км |        |